# Berkeley, Illinois
Berkeley är en ort (village) i Cook County, i delstaten Illinois, USA. Enligt United States Census Bureau har orten en folkmängd på 5 232 invånare (2011) och en landarea på 3,6 km².